# 大江水库 (荔浦)
大江水库是中国广西壮族自治区桂林市荔浦县花篢镇境内的一座水库，位于荔浦河支流马岭河上，建于1960年。水库正常库容为4520万立方米，集雨面积为200平方千米，海拔为187米。2020年6月，因大江水庫洩閘導致龍坪河河水暴漲，引發荔浦市雙江鎮一帶嚴重水災。